# Joaquim Arcoverde de Albuquerque Cavalcanti
Joaquim Arcoverde de Albuquerque Cavalcanti, conosciuto come Dom Arcoverde (Pesqueira, 17 gennaio 1850 – Rio de Janeiro, 18 aprile 1930), è stato un cardinale e arcivescovo cattolico brasiliano.

## Biografia
Nato a Cimbres il 17 gennaio 1850 da Antônio Francisco de Albuquerque Cavalcanti e Marcelina Dorotéia de Albuquerque Cavalcanti, fu ordinato sacerdote nel 1874 nella basilica di San Giovanni in Laterano.
Decimo vescovo di Goiás dal 1890 al 1891, nel 1892 fu nominato vescovo coadiutore di San Paolo, con il titolo di Argo. Succedette alla medesima sede nel 1894.
Promosso arcivescovo di arcidiocesi di Rio de Janeiro, mantenne l'ufficio fino alla morte, avvenuta il 18 aprile 1930 all'età di 80 anni.
Papa Pio X lo elevò al rango di cardinale nel concistoro dell'11 dicembre 1905. Fu il primo sacerdote brasiliano, e in generale latino-americano, ad essere elevato a questa dignità ecclesiastica.

## Genealogia episcopale e successione apostolica
La genealogia episcopale è:
- Cardinale Scipione Rebiba
- Cardinale Giulio Antonio Santori
- Cardinale Girolamo Bernerio, O.P.
- Arcivescovo Galeazzo Sanvitale
- Cardinale Ludovico Ludovisi
- Cardinale Luigi Caetani
- Cardinale Ulderico Carpegna
- Cardinale Paluzzo Paluzzi Altieri degli Albertoni
- Papa Benedetto XIII
- Papa Benedetto XIV
- Papa Clemente XIII
- Cardinale Bernardino Giraud
- Cardinale Alessandro Mattei
- Cardinale Pietro Francesco Galleffi
- Cardinale Giacomo Filippo Fransoni
- Cardinale Carlo Sacconi
- Cardinale Edward Henry Howard
- Cardinale Mariano Rampolla del Tindaro
- Cardinale Joaquim Arcoverde de Albuquerque Cavalcanti

La successione apostolica è:
- Arcivescovo Luís Raimundo da Silva Brito (1901)
- Vescovo Francisco de Paula e Silva, C.M. (1907)
- Arcivescovo Antônio Augusto de Assis (1907)
- Vescovo Agostinho Francisco Benassi (1908)
- Vescovo Lúcio Antunes de Souza (1908)
- Vescovo João de Almeida Ferrão Terra (1909)
- Cardinale Sebastião Leme da Silveira Cintra (1911)
- Arcivescovo Antônio dos Santos Cabral (1918)
- Vescovo Benedito Paulo Alves de Souza (1918)